# Klaus Meine
Klaus Meine, né le 25 mai 1948 à Hanovre en Basse-Saxe, est le chanteur du groupe allemand de hard rock Scorpions.

## Biographie
Klaus Meine est né à Wedemark en Allemagne le 25 mai 1948.

Avant de faire partie des Scorpions, Klaus faisait partie d'un groupe de rock local de Hanovre nommé Copernicus, dont il était le chanteur. Dans ce groupe amateur jouait aussi le guitariste Michael Schenker, le frère cadet de Rudolf Schenker, leader d'un groupe de Hanovre nommé The Scorpions. À la demande de Rudolf, Klaus et Michael rejoignent The Scorpions en 1969, trois ans avant la sortie du 1er album (Lonesome Crow). Klaus n'a, depuis, jamais quitté le groupe dont il est le chanteur. Il s'impose rapidement comme le pilier du groupe avec Rudolf. Le duo Schenker/Meine signe de même la plupart des chansons des Scorpions (les autres étant composées par le guitariste Ulrich Roth). Après qu'Ulrich Roth quitte Scorpions en 1978, presque toutes les compositions seront l'œuvre des deux amis avec occasionnellement la contribution du batteur Herman Rarebell.

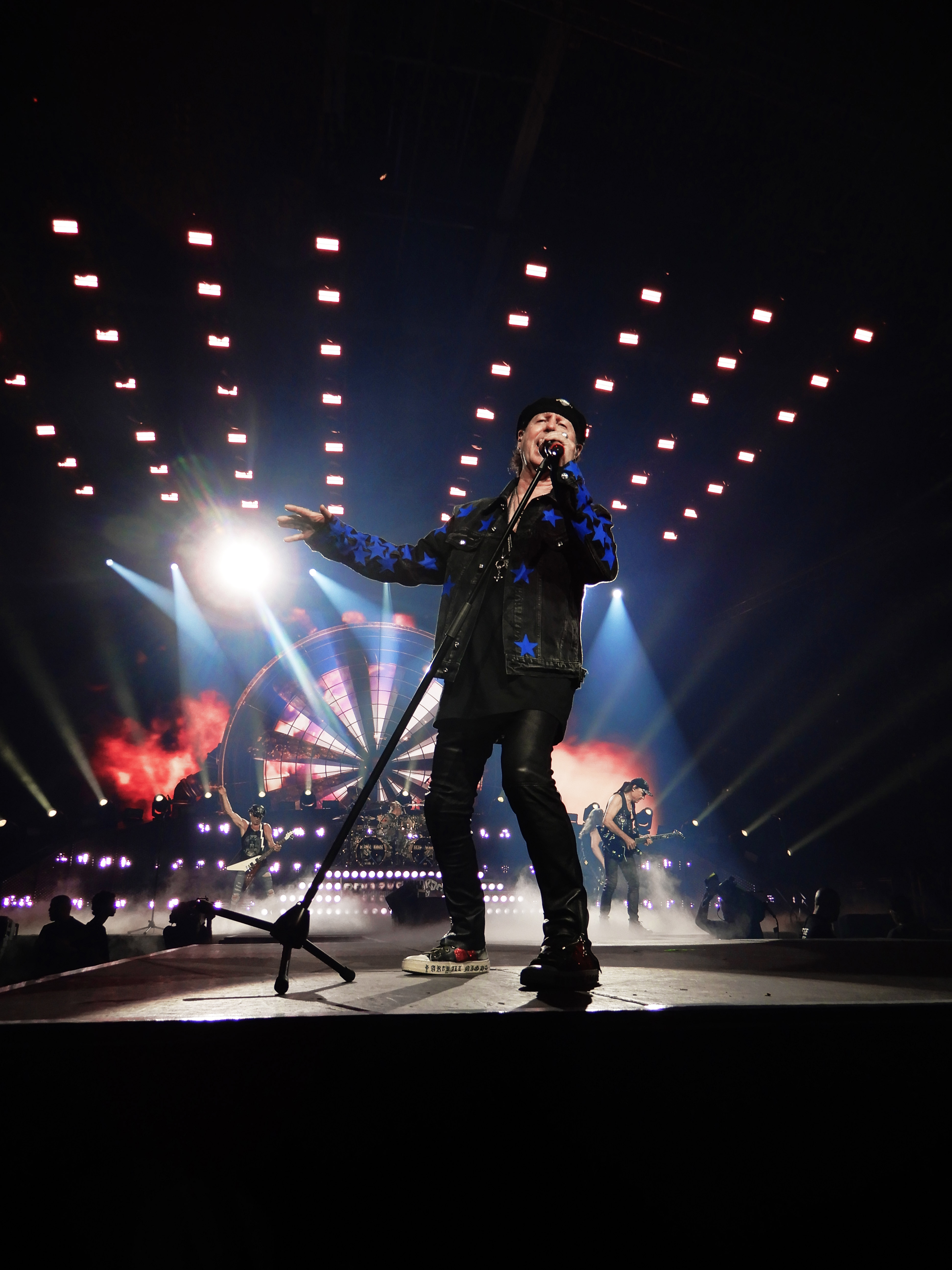
Klaus Meine au Zénith de Clermont-Ferrand en juillet 2022.

Mais alors qu'à l'aube des années 1980 la popularité du groupe s'accroît, durant la tournée qui suit la sortie de l'album Animal Magnetism de 1980, Klaus perd l'usage de sa voix et doit se faire opérer. Il est complètement démoralisé, et est sur le point de se faire remplacer par Don Dokken du groupe Dokken. Il a même révélé qu'il avait pensé se suicider s'il ne retrouvait pas l'usage de sa voix. Mais il est pris en main par un chirurgien à qui il doit beaucoup, et il revient plus fort que jamais. L'album qui suit, qui porte le nom de Blackout, fait allusion à ses problèmes de cordes vocales et sera l'album qui révèlera Scorpions comme l'un des plus grands groupes de rock mondiaux.
Quelques années plus tard, en 1989, c'est lui seul qui écrira le plus grand succès des Scorpions, la chanson Wind of Change - numéro un dans pas moins de onze pays.
Il a également participé au projet musical Avantasia, où il a chanté, avec Tobias Sammet, la chanson Dying for an Angel de l'album The Wicked Symphony.
Il est contraint d'annuler quatre concerts pour raison de santé lors de la tournée Sting in the Tail. Il rajoutera donc plusieurs concerts, non prévus à l'origine, en raison de ces contraintes.

## Musique
Klaus est non seulement le chanteur du groupe mais aussi le principal parolier. Il a aussi composé seul certaines des chansons les plus connues du groupe comme You and I et surtout Wind of Change sortie en 1990 sur l'album Crazy World, qui deviendra un hymne à la liberté et un hit mondial en 1991.
Il fait une unique apparition à la guitare, lors des concerts du groupe, sur l'instrumental Coast to Coast.
Il est célèbre pour sa voix unique, capable de délivrer des notes dans les octaves les plus hautes, et pour son engagement humanitaire au sein de différents organismes.
Sur scène comme en studio, il utilise des micros Sennheiser.

## Vie privée
Meine est allé à Langenhagen au secondaire, puis a suivi une formation de décorateur. Après son apprentissage, il a travaillé comme chauffeur-livreur.
Klaus Meine a chanté avant de rejoindre en 1969 les Scorpions dans des groupes de Hanovre Champignons et Copernic. Depuis 1969, il est, avec Rudolf Schenker, à la tête du groupe dont il est le principal parolier. Pour Bonnie Tyler, il a écrit les paroles de la chanson You Are The One qui a été publiée en 1995 sur son album Free Spirit, Rudolf Schenker a composé la chanson. Scorpions publiera la chanson un an plus tard sous le titre révisé Are You the One dans une autre version sur son album Pure Instinct.
Klaus Meine est marié à Gabi depuis 1976. Ils ont un fils prénommé Christian. Ils vivent depuis 1982 à Bissendorf dans le Wedemark.

## Discographie avec Scorpions
Pour plus de détails voir l'article : Discographie des Scorpions
| - Lonesome Crow (1972) - Fly to the Rainbow (1974) - In Trance (1975) - Virgin Killer (1976) - Taken by Force (1977) - Tokyo Tapes (1978, live) - Lovedrive (1979) - Animal Magnetism (1980) - Blackout (1982) - Love at First Sting (1984) - World Wide Live (1985, live) - Savage Amusement (1988) - Crazy World (1990) - Face the Heat (1993) | - Live Bites (1995, live) - Pure Instinct (1996) - Eye II Eye (1999) - Moment of Glory (avec l'Orchestre Philharmonique de Berlin, 2000) - Acoustica (acoustique, 2001) - Unbreakable (2004) - Humanity - Hour 1 (2007) - Sting in the Tail (2010) - Comeblack (2011) - LIVE 2011: Get Your Sting and Blackout (2011) - MTV Unplugged : Live In Athens - Return to Forever (2015) - Rock Believer (2022) |